# إنجيل شيطاني

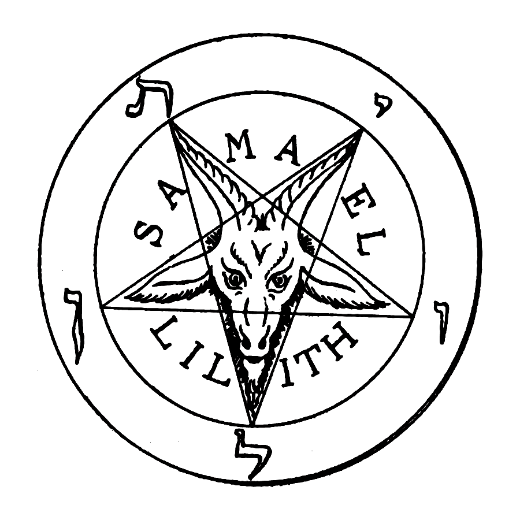

الإنجيل الشّيطانيّ, مجموعة من المقالات، المُلاحظات والطُّقوس والّتي نُشرت على يد أنتون ليفي سنة 1969. ويحتوي على أساسيّات القواعد للشّيطانيّة الّتي تُعتبر الأساس في عقيدته وفلسفته. وُصف على أنّه أهمّ ملف مُعاصر للشّيطانيّة على الرُّغم من أنّه لا يُعتبر مخطوطة مُقدّسة لأبناء الطّائفة كما الكتاب المقدس والتوراة والقرآن لأبناء الدّيانات الأُخرى. لكنّهم يعتبرونه كتابا موثوقا به.
التّابعون لهذه الدّيانة يُوصفون بالمُلحدين عبدة الشيطان، لأنّهم يُؤمنون بأنّ الله ليس كيانًا خارجيًا إنّماهو شيئًا يخلقه كُلّ شخص للتّشبُّث بالخير والاستقرار في حياته.
الإنجيل الشّيطاني يتألّف من أربعة كُتُب:«كتاب الشّيطان», «كتاب إبليس (لوسيفر)», «كتاب بليعال» و«كتاب الطّاغوت». كتاب الشّيطان يأتي بمثابة تحدٍّ للوصايا العشرة و«القاعدة الذّهبيّة» ويدعم بذلك مذهب المُتعة الجسديّة., كتاب إبليس (لوسيفر) يحتوي على مُعظم الفلسفة في كامل الإنجيل، 12 سِفرًا يُناقش بها مواضيع مُختلفة كالحٌب والكراهية والجنس. كتاب بليعال، بِهِ يُفصّل ليفي كيفيّة القيام الطُّقوس والشّعوذة، ويُناقش عن العقل والتّركيز المطلوب لهذه الطُّقوس الشّيطانيّة، وأيضًا يُعطي بِضعة تعليمات لثلاث طقوس: الجنس، الرّحمة والدّمار. أمّا كتاب الطّواغيت فيشرح أربعة أدعية للشّيطان، للشّهوة، للرّحمة وللدّمار.

## وصلات خارجية
- إنجيل شيطاني على موقع الموسوعة البريطانية (الإنجليزية)
- موقع كنيسة الشيطان